# Club Estudiantes Lau Chun
El Club Estudiantes Lau Chun o simplemente Lau Chun, es un equipo originario del distrito de La Molina. Jugó en la Segunda División del Perú durante siete temporadas.

## Historia
Es un club de futbol de la ciudad de Lima Perú. Se fundó el 3 de diciembre de 1978, con el nombre Club Enrique Lau Chun. Desempeñó una buena campaña durante el Interligas de Lima a mediados de los años 1980 y en 1988 ganó su grupo en la Región IX de la Copa Perú lo cual le permitió ascender a la Segunda División. 
Su mejor desempeño fue lograr ser campeón de la Segunda División en 1991, sin embargo ese año el torneo no brindó ascenso a Primera. 
En 1993 obtuvo el apoyo y patronicio del Centro Iqueño y se cambió de nombre hasta en año siguiente. En 1994, el Centro Iqueño le quitó su patrocinio, retornó a su nombre habitual Club Enrique Lau Chun. Sin embargo, aun usaba la indumentaria brindada por el Iqueño.
Finalmente en 1995, el Club Enrique Lau Chun no participó del torneo por problemas económicos y regresó a su liga de origen.
Después de 18 años de ausencia, se refunda como Club Deportivo Estudiantes Lau Chun volvió al balompié peruano en la Segunda División Distrital de Barranco para la temporada 2013. Desde la temporada 2015, Lau Chun está participando en la Tercera División de Barranco. Actualmente se encuentra a cargo del equipo en su forma sistemática, logística y dirigencial el señor Rafael Escudero Espejo.
Como jugadores más sobresalientes en la década de los 90s del cuadro estudiantil figuran: Ivan del Pozo, Albert Cuya Shynshay, Paul Rivera Canal, Daniel Aviles, Michael Lucero Neyra, Daniel Araníbar Gallegos, Francisco Calderón Franco, Alexis del Pozo, Teodoro Palomino Vega, Fidel Thompson, Javier Pintado Pantaleón.

## Uniforme
Uniforme Inicial:
- Polo: Blanco
- Short: Blanco
- Medias: Blancas
- Chimpunes: Negros

Uniforme Actual:
- Polo: Azul con rayas azules claros.
- Short: Azul
- Medias: Azul
- Chimpunes: Negros

## Evolución del Uniforme
| 1978-1980 | 1985-1988 | 1989 | 1990 | 1991 | 1993-1995 | 2013-2015 | 2014-2016 | 2013 - presente |  |